# История Тбилиси
История Тбилиси как столицы Грузии начинается примерно в V веке. За свою 1500-летнюю историю Тбилиси был важным культурным, политическим и экономическим центром на Кавказе. Он находился на перекрестке важных торговых путей и был около двадцати раз оккупирован внешними врагами. С 1918 года по 1921 год — столица Грузинской Демократической Республики, позднее столица Грузинской ССР. С 1991 года столица независимой Грузии.

## Ранняя история
Если верить легендам, то территория города была покрыта лесами ещё в 458 году. Когда царь Вахтанг I Горгасал охотился в лесах, его охотничий сокол ранил фазана, птица упала на землю и, угодив в горячий источник, сварилась. По другой версии, это был олень. Раненое животное прибежало к серному источнику, исцелилось его водой и убежало. Удивленный таким событием, царь велел построить на этом месте город. Название Тбилиси (Тифлис) происходит от грузинского «тбили», означающего «тёплый», по причине тёплых серных источников на его территории.
Согласно археологическим данным, территория была населена людьми ещё в IV тысячелетии до нашей эры. Первые документально зафиксированные признаки присутствия человека относятся ко 2-й половине IV века, когда в царствование Вараз-Бакура (363—365 годы) была построена крепость. В конце IV века крепость захватили персы, потом, в середине V века, она снова вернулась в руки царей Картли. Царь Вахтанг I Горгасал скорее всего не основал город, а восстановил его и расширил. Предположительно, город эпохи Горгасала находился в районе современной Метехской площади.

## Тбилиси как столица

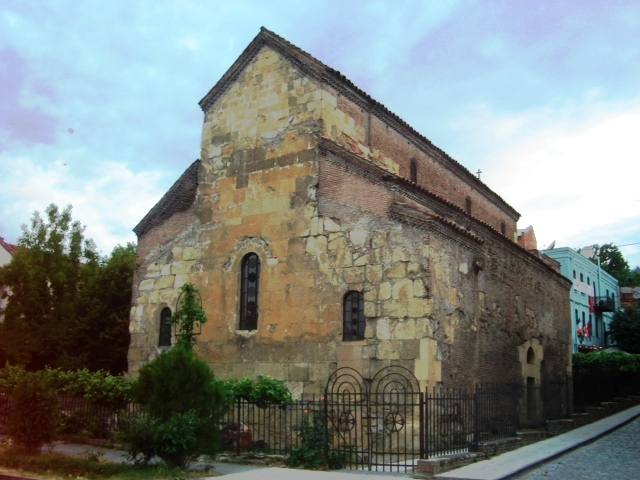
Базилика Анчисхати, восточный фасад, современный вид.

Царь Дачи, который наследовал Вахтангу Горгосалу, перенёс столицу из Мцхеты в Тбилиси в соответствии с волей своего отца. На тот момент Тбилиси был столицей исключительно восточной части современной Грузии. При царе Дачи были достроены стены вокруг города. Далее, весь VI век город рос и развивался за счёт удачного расположения на торговом пути между Европой и Азией и благодаря миролюбивой политике Дачи. Считается, что именно при царе Дачи в городе был возведён храм Анчисхати.

И после него царствовал Дачи Уджармели, и католикосом был Самовел. При нём люди начали селиться в Тбилиси и выстроили [церковь] Святой Марии, и католикосом был Пётр.

## Нашествия
В 626 году император Ираклий, во время своего второго персидского похода, появился на Кавказе. С востока пришла союзная Ираклию хазарская армия. Союзники осадили Тбилиси и после нескольких месяцев осады захватили город.
И начальник тбилисской крепости Кала обозвал царя Ираклия козлом. А он остановился, взял [книгу пророка] Даниила и нашел следующее слово: „Пришёл козел Запада и сокрушил рога восточного овна“. И царь сказал: „Пусть исполнится это слово, я воздам тебе по заслугам“. И, оставив эристава Джибго (тюрка Джабгу-кагана) для ведения осады, сам отправился в Багдад воевать с царем Хуасро (Хосровом Ануршиваном)"Обращение Грузии"
Ко времени последней войны Византии с Персией относится и возведение в Тбилиси Сионского собора.
В 653 году в Закавказье пришла арабская армия полководца Хабиба ибн Масламы. Царь Грузии (в арабских документах битрик ал-Джурзан) предложил арабам заключить договор. Хабиб ибн Маслама согласился, и вскоре договор был подписан в Тбилиси. Маслама гарантировал безопасность жителям города, храмам и религии «при условии признания их приниженности и джизьи в один динар с каждой семьи».
В таком полунезависимом состоянии город просуществовал ещё чуть менее ста лет. В 736 году он был завоёван армией арабского полководца Мервана II ибн Мухаммеда по прозвищу «Кру» («глухой»), который основал Тбилисский эмират. В городе правила династия Шуабидов, а затем — Джаффаридов. Тбилиси (Эль-Тефелис) был столицей эмирата и единственным мусульманским городом в регионе. Город был перестроен по образцу других городов халифата и по населению среди городов Кавказа уступал только Дербенту. Эмират распространился почти на всю Восточную Грузию, но территория его постепенно сокращалась. К началу IX века эмирату подчинялась только Картлийская область. В середине IX века тбилисский эмир попытался отложиться от Багдада и перестал выплачивать халифу дань. В ответ Аббасиды отправили карательную экспедицию под руководством гуляма Буги аль-Кабира, и в 853 году Тбилиси подвергся разорению. В XI веке эмиру подчинялся только Тбилиси с пригородами.
Весной 1046 года Тбилиси ненадолго занял царь объединённой Грузии Баграт III. Летопись Картли рассказывает об этом так:

Направился в Тбилиси и на Дигомском поле встречали его старейшины города, придворные служители, всадники и весь народ пеший, выстроенный в Умедеули и множество отцов и матерей было на площади и с обеих сторон гремели мощные звуки труб и литавры и от звуков тех сотрясалась земля, и была повсюду радость дивная. Привели и водили по городу, метали драхмы и драхканы, поднесли ключи городские и ввели во дворец эмира. Приступил царь Баграт к заботам. Прибрал башни над вратами (со всеми) людьми, занял крепость городскую Дариджели, обе башни Цкалкини и Табори и разместил в них своих воинов и эриставов. Лишь исанцы разрушили мост и не сдали Исани; приставили к ней стенобитные орудия и метали в Исани стрелы.
После 1080 года упоминания о тбилисском эмире исчезают. По грузинским источникам, городом правил совет старейшин. В 1122 году в Тбилиси триумфально вошёл царь Давид Строитель, сделавший город столицей государства Багратидов. С этого момента Тбилиси становится столицей объединённой Грузии.

## Монгольское нашествие и период нестабильности
Золотой век длился в Тбилиси немногим более столетия. В 1226 году город подвергся разорению войсками хорезмийского султана Джалал-Ад-Дина. При этом, как считается, были убиты сто тысяч жителей за отказ принять ислам.
В 1238 году город был захвачен монголами, которые на сто лет установили здесь свою власть. Народ сохранил свою государственность, но установилось сильное монгольское культурное и политическое влияние.
В 1327 году царь Георгий V Блистательный изгнал монголов. Тбилиси начал возрождаться. Грузинский царь поддерживал дипломатические отношения с Римским папой Иоанном XXII. По указанию папы епархиальный центр католической церкви из города Смирны был перенесен в Тбилиси.
В 1366 году Великая Чума, опустошившая почти всю Европу, дошла до Тбилиси.
С XIV по XVIII век город пережил несколько иноземных нашествий и несколько раз был разрушен до основания. В 1386 году он был захвачен армией Тимура.
В 1444 году царь Александр I отказался платить дань Джаханшаху, и в марте того года Джаханшах вторгся в Грузию с армией в 20 000 человек и разрушил Тбилиси. В 1444 году он предпринял второй поход в Грузию. С 1477 по 1478 годы город находился в руках Узун-Хасана, правителя государства Ак-Коюнлу. Нашествия усилили процесс децентрализации и в 1490 году страна окончательно распалась на несколько царств и княжеств. Тбилиси стал столицей Картлийского царства.
В 1522 году шах Исмаил I вторгся в Картли. Грузинская армия разбила передовые отряды персов, но затем была побеждена, и Тбилиси сдался шаху. В 1524 году шах Исмаил I умер и Давид X занял Тбилиси.
В 1536 году, когда царь находился в Мцхете, в город пришла иранская армия шаха Тамаза, сожгла Тбилиси и оставила в крепости персидский гарнизон. Царь Луарсаб смог отбить Тбилиси только в 1539 году.
При восшествии на царство Симона I (1556 год) Тбилиси был занят кызылбашами, и резиденция царя была перенесена в Гори. Персы оставили в Тбилиси наместником Давида (Даудхана), который в 1578 году передал Тбилиси туркам. «А османы захватили Картли, превратили Тбилиси в пашалык, восстановили Гори и сделали санджаком, в Самшвилде разрушили церковь купольную, так как там османам причинили много вреда, и укрепили Самшвилде и Дманиси». В 1583 году царь Симон I Великий прогнал турок и снова сделал Тбилиси столицей страны.

## Тифлис в Российской империи
После падения Константинополя (1453 год) Грузия оказалась отрезана от всего христианского мира, а несколько позже фактически поделена между Турцией и Персией. В конце 1782 года Картли-Кахетинский царь Ираклий II обратился к императрице России Екатерине II с просьбой принять Грузию под покровительство. 24 июля (4 августа) 1783 года был подписан Георгиевский трактат (груз. გეორგიევსკის ტრაქტატი) о переходе Грузии под протекторат России.
После присоединения Грузии к России (1801 год) Тифлис становится резиденцией Верховного грузинского правительства и главнокомандующего — высшего представителя русской военной и гражданской власти в Грузии и на Северном Кавказе. С декабря 1844 года Тифлис был административным центром Кавказского наместничества России.
С развитием капиталистических отношений в Грузии Тифлис начинает преображаться в город буржуазно-европейского типа, сохраняя вместе с тем много своих старых специфических черт. Тбилиси становится одним из значительнейших культурных центров, где русская культура вступала в активное взаимодействие с национальными культурами Кавказа так же, как и кавказские культуры между собой.
В Тифлисе в разное время побывали Пушкин, Лермонтов, Грибоедов (погребён в Тбилиси), Л. Толстой, Чайковский, Коста Хетагуров, М. Горький, К. Паустовский, Ф. Шаляпин. В Тбилиси в основном протекала жизнь и деятельность известного армянского просветителя Абовяна, крупнейшего азербайджанского мыслителя и писателя М. Ф. Ахундова (погребён в Тбилиси) и других.
Если к 1835 году население Тифлиса увеличилось лишь на 5 тысяч человек по сравнению с началом XVIII века (до 20 тысяч), то в 1865 году оно составляло 71 тысячу, в 1886 году — 78 тысяч, в 1897 году — 161 тысячу. Увеличился рост, особенно в пореформенный период, торговли и промышленности. Фабрик и заводов в 1858 году — 71, в 1876 году — 141, в 1879 году — 214; торговых и ремесленно-промышленных предприятий в 1879 году было 4790. Экономическому росту города сильно способствовала постройка Закавказской железной дороги; к 1872 году Тбилиси был соединён с Поти, а к 1883 году — с Баку и Батуми. Изменения в хозяйственной и социальной жизни города наиболее резко обозначились к концу века: к 1900 году в Тбилиси было 5263 кредитных, торговых, промышленных и ремесленных заведения с 21 тысячью рабочих и служащих. Фабрик и заводов с количеством рабочих более 300 человек было 7.
К началу XX века Тифлис становится наряду с Баку ведущим центром рабочего движения и революционно-марксистской мысли на Кавказе. В 1893 году отсюда распространяется деятельность первой социал-демократической организации в Грузии и на Кавказе Месаме-даси, пропагандировавшей марксизм в грузинской легальной литературе. В Тбилиси начал свою деятельность Сталин, вступивший в Месаме-даси в 1898 году и возглавивший его революционно-марксистское меньшинство.
В революцию 1905—1907 годов тбилисский рабочий класс развивает большую борьбу; согласно официальной статистике, на каждого рабочего в 1905 году в Тбилиси приходилось 4½ стачки. Забастовки перерастали в вооружённые столкновения с частями русской императорской армии.

## Независимость 1918—1921
После Октябрьской революции в Тифлисе был созван Закавказский комиссариат (28 ноября 1917 года), который принял решение о созыве Закавказского сейма, как высшего законодательного органа Закавказья. 22 апреля 1918 года Сейм провозгласил образование Закавказской Демократической Федеративной Республики со столицей в Тифлисе. В мае 1918 года республика распалась. В Тифлисе было объявлено о создании независимой Грузии, а через два дня — о независимости Армении и Азербайджана.

## Тбилиси в советский период

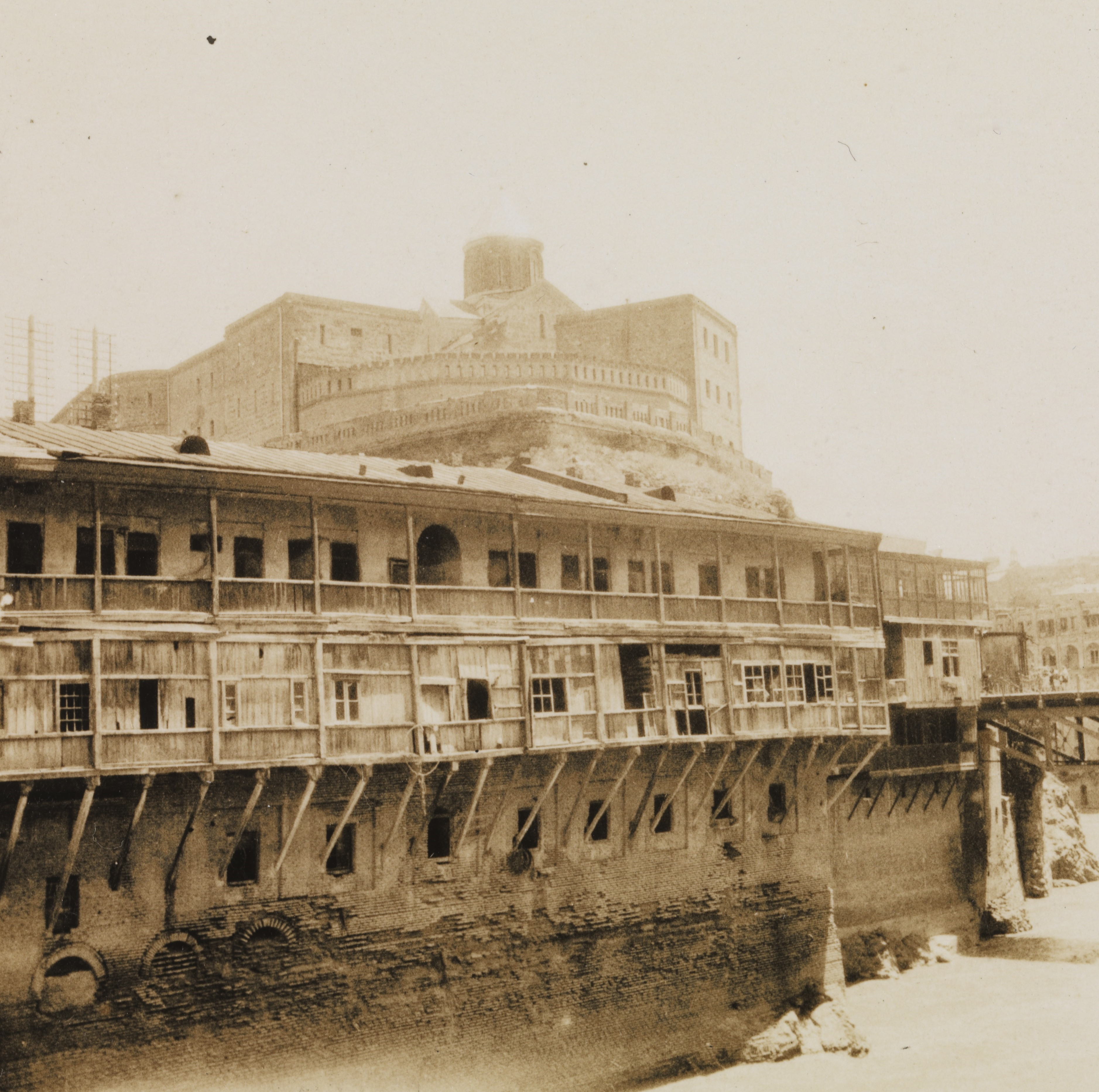
Вид на Метехский замок в 1925 году. Фото Фритьофа Нансена